# Jean-Marc Aveline
Pour les articles homonymes, voir Aveline.
Jean-Marc Aveline, né le 26 décembre 1958 à Sidi Bel Abbès, en Algérie, est un prélat catholique français, évêque auxiliaire de Marseille entre 2013 et 2019, archevêque de Marseille depuis le 8 août 2019 et cardinal depuis le 27 août 2022.
Il est élu président de la Conférence des évêques de France le 3 avril 2025. Cette même année, à la mort du pape François, il est cité parmi les principaux papabili pour sa succession, à l'occasion du conclave auquel il participe en tant que cardinal électeur.

## Biographie

### Enfance
Né à Sidi Bel Abbès, alors en Algérie française, Jean-Marc Aveline vient d'une famille de pieds-noirs originaire du sud de l'Espagne[réf. nécessaire]. À l'indépendance algérienne, en 1962, il arrive à Paris avec sa famille ; ils vivent jusqu'en 1966 à Colombes, en Île-de-France. Cette année-là, sa plus jeune sœur, née l'année précédente, meurt. Sa deuxième sœur et lui étant aussi malades, leur père – qui est employé de la SNCF – demande sa mutation et la famille Aveline part vivre à Marseille.

### Formation
Il effectue sa scolarité à Marseille et obtient un bac C en 1975. Il effectue ensuite deux années de classes préparatoires aux grandes écoles au lycée Thiers avant finalement d'intégrer le séminaire inter-diocésain d'Avignon en 1977. Il y reste jusqu'en 1979. Il rejoint ensuite le séminaire des Carmes de Paris pour suivre le cycle de théologie à l'Institut catholique de Paris tout en poursuivant des études de philosophie à la Sorbonne.
Il obtient le diplôme de grec et d'hébreu bibliques en 1981 puis le baccalauréat de théologie l'année suivante.

### Ministères
Il est ordonné prêtre le 3 novembre 1984 pour l'archidiocèse de Marseille. Il poursuit ses études pour obtenir en 1985 une double licence de théologie et de philosophie puis en 1986 une maîtrise en théologie. En 2000, il obtient un doctorat en théologie en défendant une thèse intitulée Pour une théologie christologique des religions, Tillich en débat avec Troeltsch.
Après l'obtention de sa maîtrise, il exerce différents ministères, principalement dans le domaine de la formation. Il est ainsi professeur de théologie dogmatique et directeur des études au séminaire interdiocésain de Marseille de 1986 à 1991, responsable du service diocésain des vocations et délégué diocésain pour les séminaristes de 1991 à 1996.
En 1992, il fonde l'Institut de science et théologie des religions (ISTR) de Marseille dont il assure la direction jusqu'en 2002. À partir de 1995, il est directeur de l'Institut Saint-Jean, qui deviendra en 1998, Institut catholique de la Méditerranée, pôle associé à l'université catholique de Lyon où il enseigne également de 1998 à 2007.
En 1996, il est nommé vicaire épiscopal pour la formation permanente et la recherche universitaire et en 2007 vicaire général de l'archidiocèse de Marseille.
Entre 2008 et 2013, il est également consulteur du Conseil pontifical pour le dialogue interreligieux.

### Épiscopat
Le 19 décembre 2013, il est nommé évêque titulaire de Simidicca et évêque auxiliaire de Marseille par le pape François. Il choisit comme devise « Fiat mihi secundum Verbum tuum » (« Que tout se passe pour moi selon ta parole »), une citation de l'Evangile selon saint Luc (1,38), exprimant la réponse de la Vierge Marie à l'ange Gabriel lors de l'Annonciation. Elle reflète une attitude de foi et d'abandon à la volonté divine. Il reçoit l'ordination épiscopale le 26 janvier 2014 en la cathédrale Sainte-Marie-Majeure de Marseille, des mains de Georges Pontier, archevêque de Marseille, assisté des cardinaux Bernard Panafieu et Roger Etchegaray, tous deux archevêques émérites de Marseille.
Le 8 août 2019, il est nommé archevêque métropolitain de Marseille par le pape François. Il est installé le 15 septembre.
Le 29 mai 2022, il est cité dans la liste des 21 cardinaux qui seront créés par le pape François lors du consistoire du 27 août 2022. Jean-Marc Aveline devient à cette occasion le cinquième cardinal électeur français et reçoit le titre de cardinal-prêtre de Santa Maria ai Monti. Le pape le nomme par ailleurs membre de la congrégation pour les évêques en juillet 2022.
Les 26 et 27 septembre 2023, il accueille le pape François à Marseille, 490 ans après son prédécesseur Clément VII, dans le cadre de la troisième édition des Rencontres méditerranéennes, une semaine d'échanges autour des défis de la Méditerranée. Il devient alors de plus en plus considéré comme papabile au sein de la communauté ecclésiastique française, qui ironise aussi sur ses ambitions.
Il est élu président de la Conférence des évêques de France le 2 avril 2025, avec entrée en fonction en juillet 2025, prenant ainsi la suite d'Éric de Moulins-Beaufort,.
Selon plusieurs vaticanistes dont Edward Pentin et Diane Montagna (en), le cardinal Aveline serait le papabile favori du pape François pour lui succéder. Il bénéficierait pour le conclave du soutien d'un cardinal électeur important : le cardinal progressiste Jean-Claude Hollerich, ainsi que de celui de l'ultra-progressiste cardinal Reinhard Marx. Emmanuel Macron semble également mobiliser ses réseaux et avoir « manœuvré » pour le soutenir lors des jours précédant le conclave,,.

## Positions et idées
Selon le magazine Slate, il est proche de la ligne du pape François, pour un « christianisme d'ouverture »,. Il est partisan d'une politique d'aide aux migrants et a demandé la tenue d'un synode sur la Méditerranée au pape François. Il est favorable au dialogue avec l'islam.
Il partage avec le pape François la vision d'une Église moins européano-centrée et davantage tournée vers le reste du monde.
L'archevêque de Marseille Jean-Marc Aveline a été élu à la tête de la Conférence des évêques de France, alors que l'Église est confrontée à de nombreux défis, entre la continuation de la lutte contre les violences sexuelles et la déchristianisation de la société. C'est une figure emblématique de la cité phocéenne dont l'envergure dépasse les frontières de l'Hexagone.
Il est considéré comme un papabile modérément progressiste par la revue géopolitique Le Grand Continent.

## Distinctions
- Chevalier de l'ordre national du Mérite (19 mai 2018)[30]
- Chevalier de la Légion d'honneur (13 juillet 2022)[31],[32]